# Vuntut Gwitchin
Die Vuntut Gwitchin oder Vuntut Gwitchin First Nation ist eine der kanadischen First Nations im nördlichen Yukon nahe der Grenze zu Alaska. Sie gehören zu den Gwich'in. Hauptwohnort ist Old Crow. Ihre Sprache ist das Gwichʼin, das zur Sprachfamilie des Athabaskischen gehört. In Fachkreisen bekannt wurde die Gruppe durch den wohl ältesten Fund menschlicher Spuren in Kanada in den Bluefish-Höhlen, die mindestens 10 bis 12.000 Jahre alt sind.
Nahe verwandte Gruppen leben in Fort Yukon and Arctic Village, Alaska, und in Blackstone. Die dortigen Bewohner heißen Tukudh (Dagoo). Am Peel River leben die Tetlit Gwich'in.
Die Vuntut Gwitchin First Nation zählt zu den vier First Nations, die das Yukon Land Claims agreement, einen Vertrag über Landrechte, im Jahr 1993 unterzeichneten. 
2004 hatte der Stamm nach eigenen Angaben 756 Mitglieder, laut Department of Indian Affairs and Northern Development waren im August 2009 jedoch nur 512 Menschen als Angehörige des Stammes registriert.
Der Name Vuntut Gwitchin bedeutet „Volk der Seen“.

## Sprache
Die Sprache, auch unter den Namen Loucheux, Kutchin oder Tukudh bekannt, wird in Fort Yukon, Chalkyitsik, Birch-Creek, Venetie und Arctic Village gesprochen. Andere Gruppen mit der gleichen Sprache leben in Aklavik, Inuvik (der größten kanadischen Stadt nördlich des Polarkreises), Arctic Red River und Fort McPherson.

## Geschichte
Die Gwitchin lebten als Nomaden und ernährten sich hauptsächlich durch die Jagd auf Karibus. Noch heute bezieht der Stamm aus der Porcupine-Karibu-Herde einen erheblichen Teil seiner Nahrung. Auch Bisamratten werden gejagt. Rund 40 km nördlich von Old Crow befinden sich zahlreiche Seen, in denen sie gejagt werden. Dies geschieht jährlich von April bis Juni. Dabei hatte jede Familie ihr eigenes Jagdgebiet.
Sie traten schon Ende des 18. Jahrhunderts in mittelbaren Kontakt mit Europäern. Alexander Mackenzie war 1789 erstmals mit Gwich'in in Kontakt getreten, 1806 entstand Fort Good Hope. Glasperlen setzten sich in der Region als Tauschgut und Wertmaßstab durch. Zwischenhändler brachten russische und britische Waren in die Region, wobei die Tlingit diesen Handel im Westen dominierten, die Gwich'in im Nordosten. Die von den Briten gelegentlich als „Rat Indians“ bezeichneten Gwich'in, die Bisamratten jagten – im Gegensatz zu den „Rat Indians“ weiter im Süden –, versuchten die Verlegung des Handelsschwerpunkts der Hudson’s Bay Company nach Fort Yukon im östlichsten Alaska zu verhindern, was ihnen für einige Jahre auch gelang.
Ursprünglich lebten die Vuntut Gwitchin um Fort Yukon, Johnson House und LaPierre House sowie Whitestone Village, aber auch an anderen Orten. Sie waren am britischen Fort Yukon sehr interessiert. 1867, als die Grenze zwischen Alaska und dem britischen bzw. kanadischen Gebiet gezogen wurde, zogen sie ins kanadische Rampart House, einen Handelsposten. 
Schon in den 1860er Jahren missionierte Erzdiakon Robert McDonald (1829–1913) bei dem Stamm. Er übersetzte mit Unterstützung des Stammes die gesamte Bibel in ihre Sprache, dazu Gebetbücher und Hymnen. Auch entwickelte er ein Schriftsystem, das jedoch Inkonsistenzen aufweist. Daher wurde in den 1970er Jahren seine Schrift durch ein System abgelöst, das Richard Mueller, Linguist und Bibelübersetzer, entwickelt hatte.
In den 1870er Jahren starb Häuptling Deetru` K`avihdik, dessen Name etwa „Krähe darf ich gehen“ bedeutet. Um ihn zu ehren, wurde die Region nach ihm benannt und heißt nun, leicht abgewandelt, „Old Crow“. Hauptort ist heute Old Crow, ein kleiner Ort mit rund 250 Einwohnern, der im äußersten Norden des Yukon liegt. Er ist nicht per Fahrzeug zu erreichen, sondern nur per Flugzeug.
Durch den Klondike-Goldrausch, der rund 100.000 Menschen in den Yukon zog, wuchs ab 1896 schlagartig der Fleisch- und Pelzbedarf, so dass sich viele Indianer auf die Jagd begaben. Auch Weiße jagten, was bereits um 1900 zur Überjagung um Dawson führte. Einige Gwich'in suchten sich Arbeit auf den Schiffen, die auf dem Yukon verkehrten, doch im Gegensatz zu den Tukudh-Gwich'in vom oberen Porcupine River und den Teetl'it-Gwich'in vom oberen Peel River konnten die Vuntut nicht wesentlich am lokalen Handel um Dawson partizipieren. Die Regierung des Territoriums versuchte 1923 bis 1929 durch eine Gebühr von 100 Dollar Nicht-Yukoner von der Jagd auszuschließen, doch im Norden wurden damit die Gwich'in behindert, wobei hierbei die Vuntut Gwitchin davon profitierten, die die einzige Gruppe der Gwich'in im Yukon waren. Ende der 1930er Jahre fanden die letzten Jagdzüge statt. Cornelius Osgood (1905–1983) beschäftigte sich als einer der ersten mit der Kultur der Gwich'in, allerdings überwiegend der der alaskanischen Gruppen.

## Aktuelle Situation

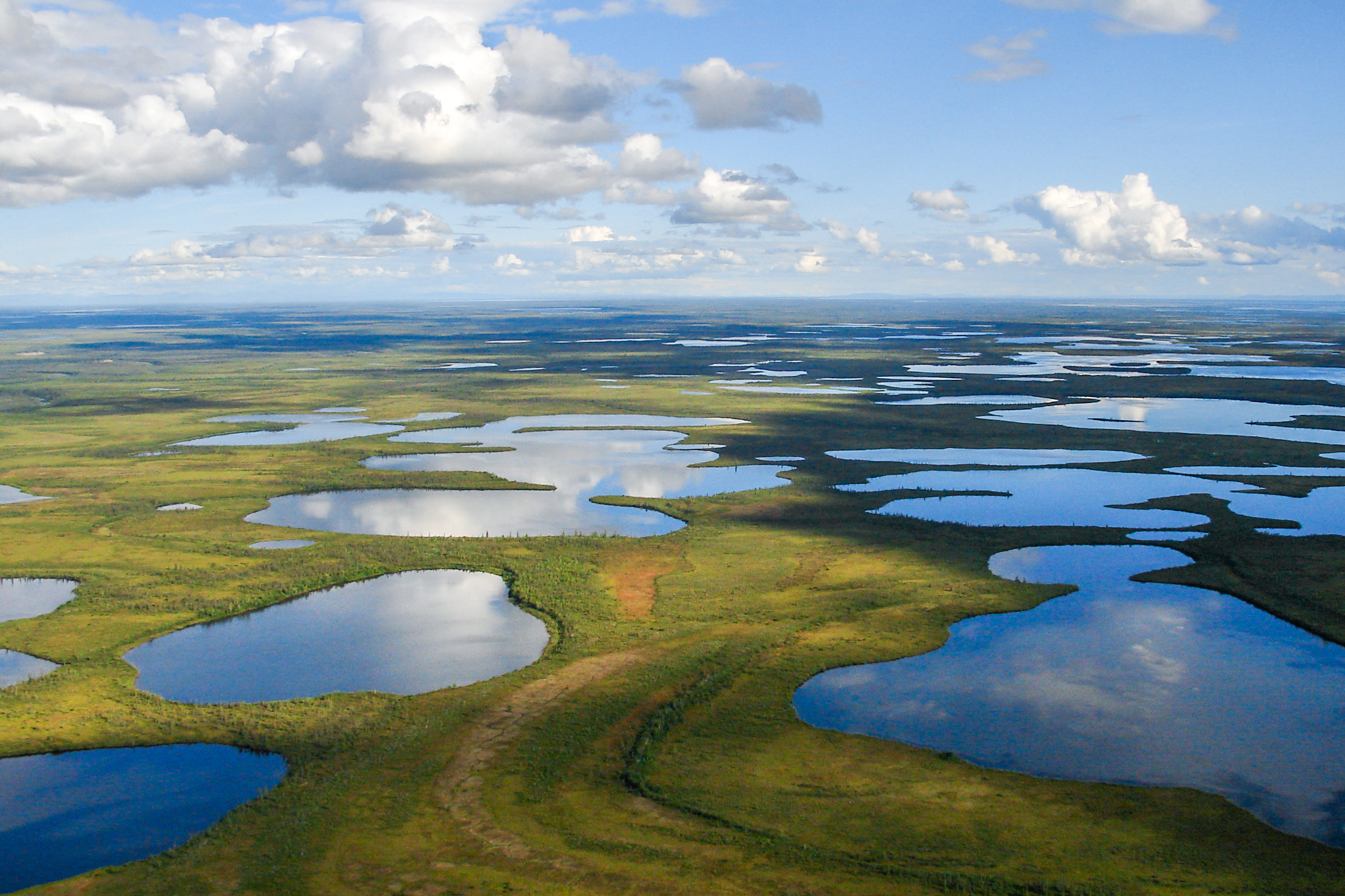
Seenlandschaft im Vuntut-Nationalpark

Im Vertrag von 1993 wurde mit Gültigkeit ab 1995 der Vuntut National Park gegründet, der vor allem dem Schutz der Porcupine-Herde dient. Gemanagt wird er von Parks Canada und der Vuntut Gwitchin First Nation gemeinsam. Auf Grundlage weiterer Verträge wurde dann 1999 auch der Ni'iinlii Njik (Fishing Branch) Territorial Park gegründet.
Gleichzeitig investiert die Vuntut Development Corporation in lokale Unternehmungen, wie die Yukon-Fluggesellschaft Air North, an der sie 49 % hält.
Das Stammeshaus, das Abel-Chitzé Building, bietet Hochgeschwindigkeitszugang zum Internet und in den letzten Jahren wurde das Filmequipment zur Produktion von zwei Videos genutzt. Drei Filmfestivals hat der Stamm bereits beherbergt.
Im November 2009 lebten von den 514 registrierten Vuntut Gwitchin nur sechs Männer und eine Frau im eigenen Reservat, eine Frau lebte in einem anderen Reservat. Der Rest des Stammes lebte entweder auf dem eigenen Kronland (243), oder auf dem eines anderen Stammes (10) oder außerhalb der Reservate (253).
Häuptling ist Joe Linklater.
Ein Laden, eine Abteilung der Royal Canadian Mounted Police, eine Pflegestation, Bed and Breakfast, dazu ein Stammesbüro, eine Skating-Bahn, ein Jugendzentrum und ein Community Center bilden die Infrastruktur. In letzterem finden Potlatches, Tänze und Unterhaltungsabende statt. Dazu kommt seit Anfang der 1970er Jahre die Chief Zzeh Gittlit School, an der auch die Muttersprache unterrichtet wird. Die Schule hat eine eigene Hütte in der Wildnis, wo die Schüler traditionelle Techniken lernen. Die Älteren erzählen Geschichten und Mythen, um den Kindern ihre Kultur nahezubringen. Schüler, die eine höhere Bildung anstreben als Grade 9 (also nach dem 9. Schuljahr) müssen in die Hauptstadt des Territoriums, nach Whitehorse gehen.